# Nikolaus von der Nonne

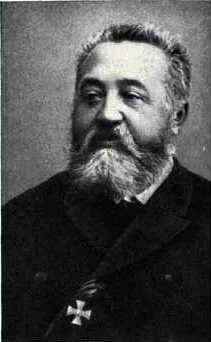
Nikolaus von der Nonne

Nikolaus von der Nonne (auch Nicholas, Mikołaj, russisch Николай Августович фон дер Нонне/Nikolai Awgustowitsch fon der Nonne; * 1836; † 1906) war Architekt und von 1898 bis 1902 Oberbürgermeister von Baku.
1883 wurde er als Architekt und städtischer Baudirektor nach Baku berufen. Er verband zeitgenössische europäische Bauformen mit orientalischen Elementen, was bei der kaukasischen Bevölkerung großen Anklang fand. Auf diese Weise wurde in dem orientalisch geprägten Gebiet abendländische Architektur heimisch. Ab 1895 arbeitete er als freier Architekt weiter, was ihm ermöglichte, größere Planungsaufträge zu erhalten. Nach dem Bau des Fantasia-Bads (1896) erhielt er Anfang März 1897 vom städtischen Bauamt den Auftrag, die gesamte Stadtplanung neu zu bearbeiten. Hierfür erhielt er 33.500 Rubel. Bereits im Oktober 1898 war er mit dem neuen Plan fertig und in der Folge beaufsichtigte er die Arbeiten. Er hatte ein Straßengerüst konstruiert, das Blöcke von durchschnittlich 270 mal 160 Meter Kantenlänge vorsah. Diese wurden meist mit zweistöckigen Atriumhäusern bebaut. Die schönsten von ihm in Baku errichteten Bauten sind das Privathaus für den Unternehmer Debur in der Gartenstraße (heute Tschkalov-Straße; nun Nationales Kunstmuseum von Aserbaidschan) und den Unternehmer Ramasanov in İçəri Şəhər (im Zentrum).
Neben seiner Bautätigkeit hielt er oft Vorlesungen über Baukunst.